# Sutton Coldfield
Sutton Coldfield è un'area urbana inglese delle West Midlands che fa parte della città di Birmingham dal 1974.